# Кряж

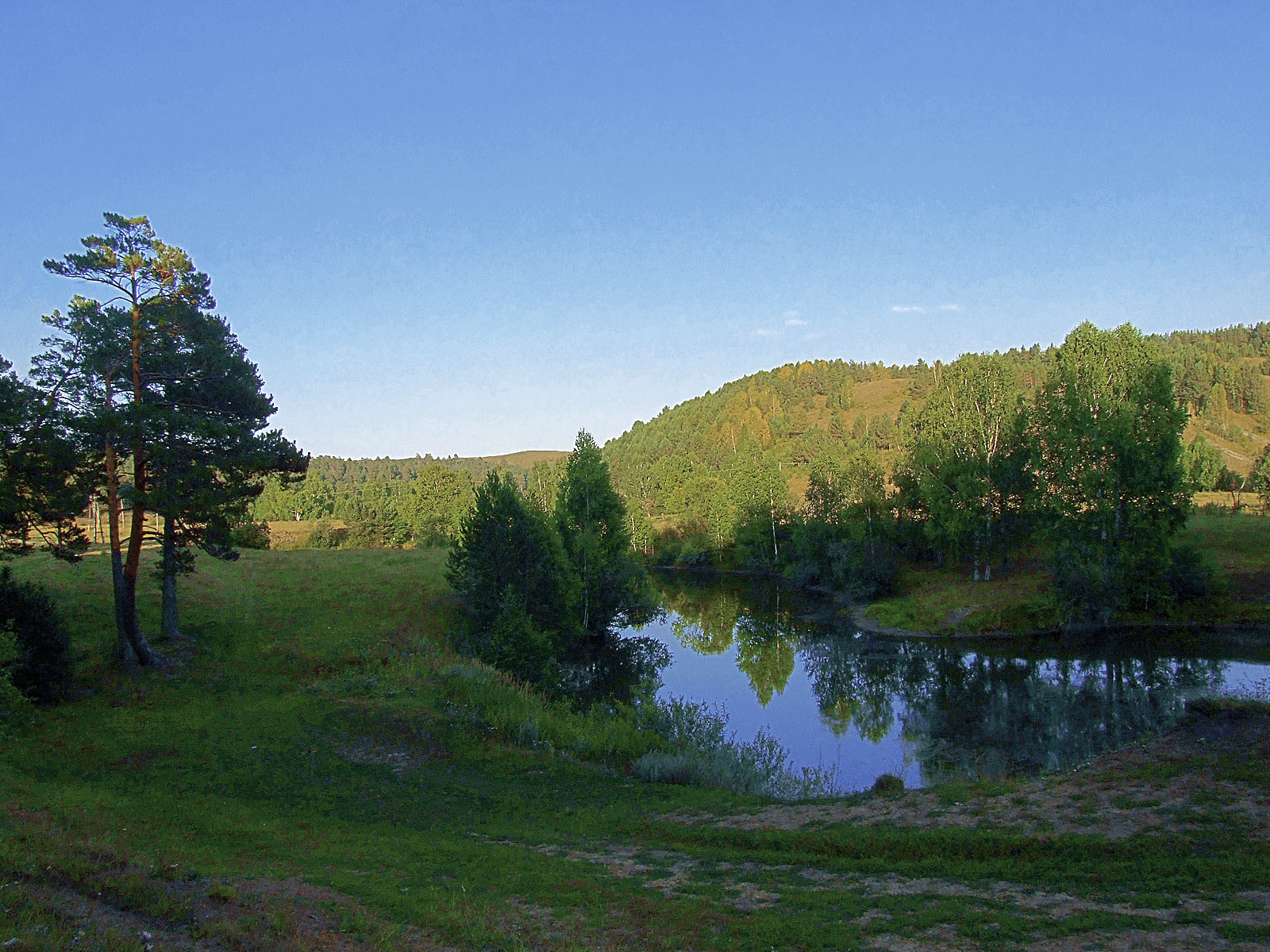
Салаирский кряж у реки Талмовой

Кряж — линейно вытянутая возвышенность, характеризующаяся относительно ровными очертаниями вершин и склонов. Кряжи возвышаются над окружающими их равнинами в виде гряды холмов и низких гор. Обычно они представляют собой остатки древних горных хребтов, разрушенных денудацией. Глубина расчленения достигает десятков, иногда нескольких сотен метров.

## Примеры
- Ангарский кряж
- Ветреный пояс
- Донецкий кряж
- Енисейский кряж
- Кряж Прончищева
- Кряж Чекановского
- Салаирский кряж
- Тиманский кряж